# 포케프라
포켓프라(ポケプラ)는 반다이에서 만든 포켓몬스터를 이용하여 만든 프라모델이다.

## 포켓프라 목록
- 01.메가니움 진화세트
- 02.블레이범 진화세트
- 03.장크로다일 진화세트
- 04.루기아
- 05칠색조
- 06.라이코
- 07.앤테이
- 08.스이쿤
- 09.엠페르트 진화세트
- 10.초염몽 진화세트
- 11.토대부기 진화세트
- 12.조로아&조로아크
- 13.레시라무
- 14.제크로무
- 15.염무왕 진화세트
- 16.샤로다 진화세트
- 17.대검귀 진화세트
- 18.액스라이즈 진화세트
- 19.피카츄
- 20.비크티니
- 21.큐레무

여기서부턴 한국미발매이다.(4월12일)
- 22.삼삼드래 진화세트
- 23.코바르온
- 24.비리디온
- 25.테라키온
- 26.케르디오
- 27.블랙큐레무
- 28.화이트큐레무
- 29.리자몽 진화세트
- 30.망나뇽 진화세트
- 31.붉은 게노세크트
- 32.뮤츠
- 33.제르네아스
- 34.이벨타르
- 35.메가루카리오
- 36.메가리자몽X
- 37.메가번치코
- 38.메가리자몽Y